# Corsicaanse beeksalamander
De Corsicaanse beeksalamander (Euproctus montanus) is een salamander uit de familie echte salamanders of Salamandridae.

## Naamgeving
De soort werd voor het eerst wetenschappelijk beschreven door Paolo Savi in 1838. Oorspronkelijk werd de wetenschappelijke naam Megapterna montana gebruikt. De salamander behoorde eerder tot het niet meer erkende geslacht Megapterna en later tot Triturus. De enige andere soort uit het geslacht Euproctus is de pyreneeënbeeksalamander (Euproctus asper)

## Uiterlijke kenmerken
De lengte is ongeveer 7 tot 10 centimeter, maximaal 11 cm, de staart is even lang als het lichaam. De salamander valt op door de afgeplatte kop, korrelige huid en zijdelings afgeplatte staart, de huid is niet zo ruw als die van de verwante pyreneeënbeeksalamander. In de waterfase van maart tot soms in september is de huid iets gladder.
De lichaamskleur is bruin tot bruingrijs, met een lichtere vlekkentekening op de rug en een bruinrode smalle lengtestreep over de gehele rugzijde. Juvenielen zijn donkerder tot bijna zwart maar hebben wel de lichtere rugstreep. De klieren achter kop, parotoïden genaamd, zijn niet erg groot maar duidelijk te zien, sommige exemplaren hebben een oranje vlekkentekening op de parotoïden waardoor ze goed afsteken. De mannetjes hebben stekelige uitsteeksels of sporen aan de hielen. Mannetjes zijn van vrouwtjes te onderscheiden door een bredere kop en een kegelvormige cloaca, die van vrouwtjes id meer ovaal van vorm. Een zeer opmerkelijk kenmerk van deze soort is het ontbreken van longen, die andere echte salamanders wel hebben. Normaal gesproken worden salamanders zonder longen tot de longloze salamanders (Plethodontidae) gerekend, maar deze soort behoort niet tot deze groep. In Europa komen alleen de longloze grottensalamanders uit deze familie voor.

## Verspreiding en habitat
De Corsicaanse beeksalamander komt voor in Frankrijk en is endemisch op het eiland Corsica. De salamander is alleen tijdens het voortplantingsseizoen in het water te vinden, de rest van het jaar wordt het land bewoond. In de landfase leeft de salamander onder stenen, boomwortels en dode bomen. De Corsicaanse beeksalamander overwintert op het land bij het water, dit zijn meestal heldere beekjes in bosgebieden.

## Voortplanting
Bij de paring grijpt het mannetje met zijn bek de staart van het vrouwtje en omstrengelt met de staart de achterpoten van het vrouwtje. De paring kan uren duren en eindigt als het mannetje een of twee spermatoforen heeft afgezet. Waarschijnlijk spelen de sporen op de poten hierbij een rol. De eitjes worden afgezet onder ondergedoken stenen, vermoed wordt dat meerdere vrouwtjes een kraamnest maken en dit samen bewaken. De ontwikkeling van de embryo's is afhankelijk van de watertemperatuur en duurt 3 tot 4 weken.